# 古都京都の文化財
古都京都の文化財（京都市、宇治市、大津市）（こときょうとのぶんかざい（きょうとし、うじし、おおつし））は、その名の通り京都府京都市・宇治市、滋賀県大津市の2府県3市に点在する構成資産17件から成るユネスコの世界遺産リスト登録物件（文化遺産）。1994年（平成6年）に日本で5件目の世界遺産として登録された。
正式名称には3市の名前が含まれており、文化庁の表記や日本ユネスコ協会連盟の表記はそうなっているが、しばしば市名の部分を省略して単に「古都京都の文化財」と呼ばれる。

## 構成遺産
点在する17か所の寺社と城郭で構成される。現在の構成遺産は、国宝建造物（★）があるか、庭園が特別名勝（◎）に指定されているものだけで構成されている（清水寺の一部として指定されている地主神社（重要文化財）・延暦寺の一部として指定されている比叡山（史跡・一部は天然記念物）を除く）。一部は特別史跡（■）にも指定されている。
- 賀茂別雷神社（上賀茂神社）（★）
- 賀茂御祖神社（下鴨神社）（★）
- 教王護国寺（東寺）（★）
- 清水寺（★）
  - 現在は分離している地主神社を含む。
- 延暦寺（★）
  - 広範囲に及ぶ境内地（比叡山）の全てを含む。
- 醍醐寺（★）
  - 院家（塔頭）寺院の三宝院（★・◎・■）を含む。
- 仁和寺（別称・御室御所）（★）
- 平等院（京都府宇治市）（★）
- 宇治上神社（京都府宇治市）（★）
- 高山寺（★）
- 西芳寺（別称・苔寺）（◎）
- 天龍寺（◎）
- 鹿苑寺（相国寺塔頭、別称・金閣寺）（◎・■）
- 慈照寺（相国寺塔頭、別称・銀閣寺）（★・◎・■）
- 龍安寺（妙心寺塔頭、石庭が世界的に有名）（◎）
- 西本願寺（本願寺）（★・◎）
- 二条城（正式名称：元離宮二条城）（★・◎）

## 登録基準
この世界遺産は世界遺産登録基準のうち、以下の条件を満たし、登録された（以下の基準は世界遺産センター公表の登録基準からの翻訳、引用である）。
- (2) ある期間を通じてまたはある文化圏において、建築、技術、記念碑的芸術、都市計画、景観デザインの発展に関し、人類の価値の重要な交流を示すもの。
- (4) 人類の歴史上重要な時代を例証する建築様式、建築物群、技術の集積または景観の優れた例。

具体的には、
- (2) 京都は8世紀から17世紀の間、宗教・非宗教建築と庭園設計の進化にとって主要中心地であった。そのように、京都は日本の文化的伝統の創出において決定的な役割を果たし、特に庭園の場合において、それは19世紀以降世界の他の地域において意義深い影響を与えた。
- (4) 京都の現存文化財における建築と庭園設計の集積は前近代における日本の物質文化のこの側面に関する最高の表現である。

## 拡大登録計画
1994年の登録後、マンション建設やオーバーツーリズムなどによる周辺環境や景観の悪化が進行しつつあるため、京都市を中心に遺産の追加登録計画が立ち上がっている。これと同時に景観保護対策として、都市計画の変更や条例の制定・改正、無電柱化、森林の整備なども行われている。
1996年9月4日に発足した市民団体「世界遺産の追加登録をすすめる市民ネットワーク」は、五山送り火、南禅寺、京都御苑、桂離宮および修学院離宮を追加登録を文化庁と京都市に申し入れている。
また、第22回世界遺産委員会京都会議の開催にあわせて、1998年11月より京都・奈良・鎌倉の各市民団体による「三都市民フォーラム」が追加登録や歴史的景観の保全を訴えシンポジウムを開催している。
このため、京都市は古都保存法対象地の嵯峨野・嵐山一帯、東山一帯、郊外の大原・八瀬地区、鞍馬・貴船地区の追加登録を目指しているほか、産業遺産としては琵琶湖疏水、2007年9月16日に設立された民間団体「保津川の世界遺産登録をめざす会」は保津峡を推挙している。また、2006年7月より知恩院、大徳寺および禅林寺（永観堂）は、追加申請に向けて会合を行なっている。
2008年8月30日、当時の門川大作京都市長は松浦晃一郎ユネスコ事務局長と会談し、妙心寺や南禅寺、東本願寺、桂離宮などを含める約10か所の追加登録を目標とする方針を明らかにしている。
なお、宮内庁が管理している皇室ゆかりの京都御所、桂離宮、修学院離宮、御陵のある月輪陵泉涌寺などは、法整備などで難しい問題もある。

## 画像

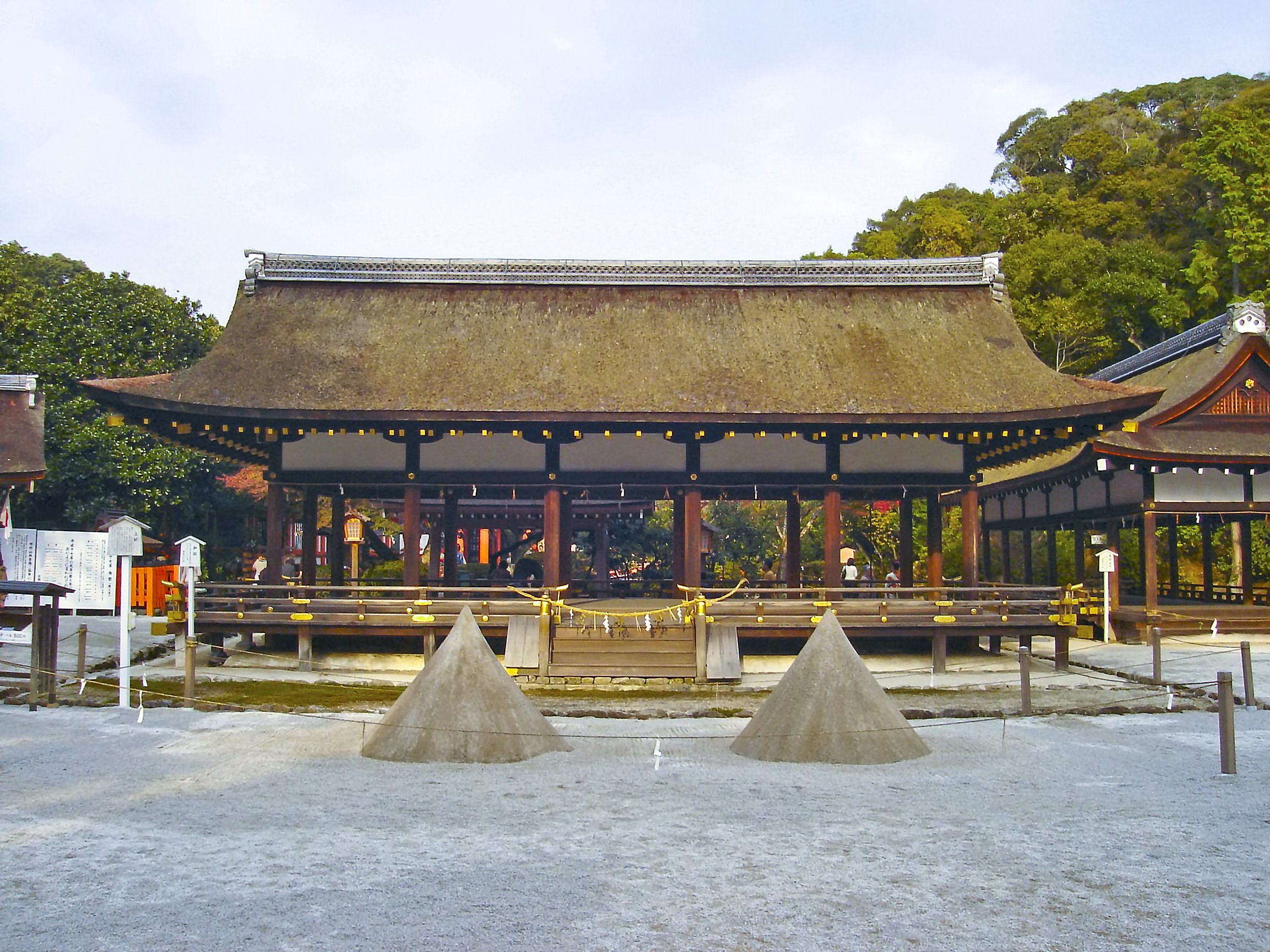
賀茂別雷神社 （上賀茂神社）
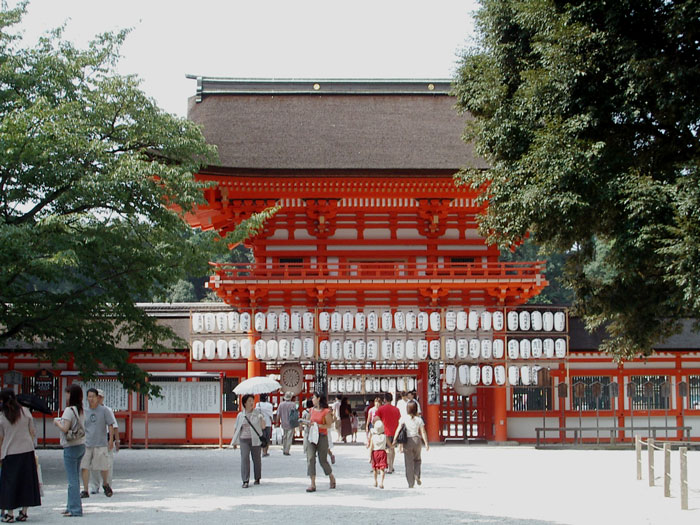
賀茂御祖神社 （下鴨神社）
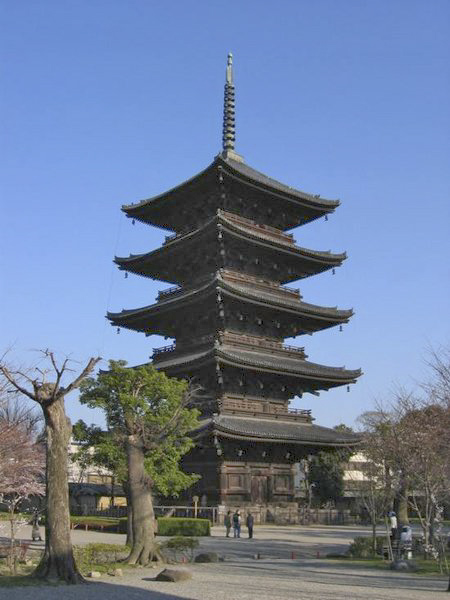
教王護国寺 （東寺）
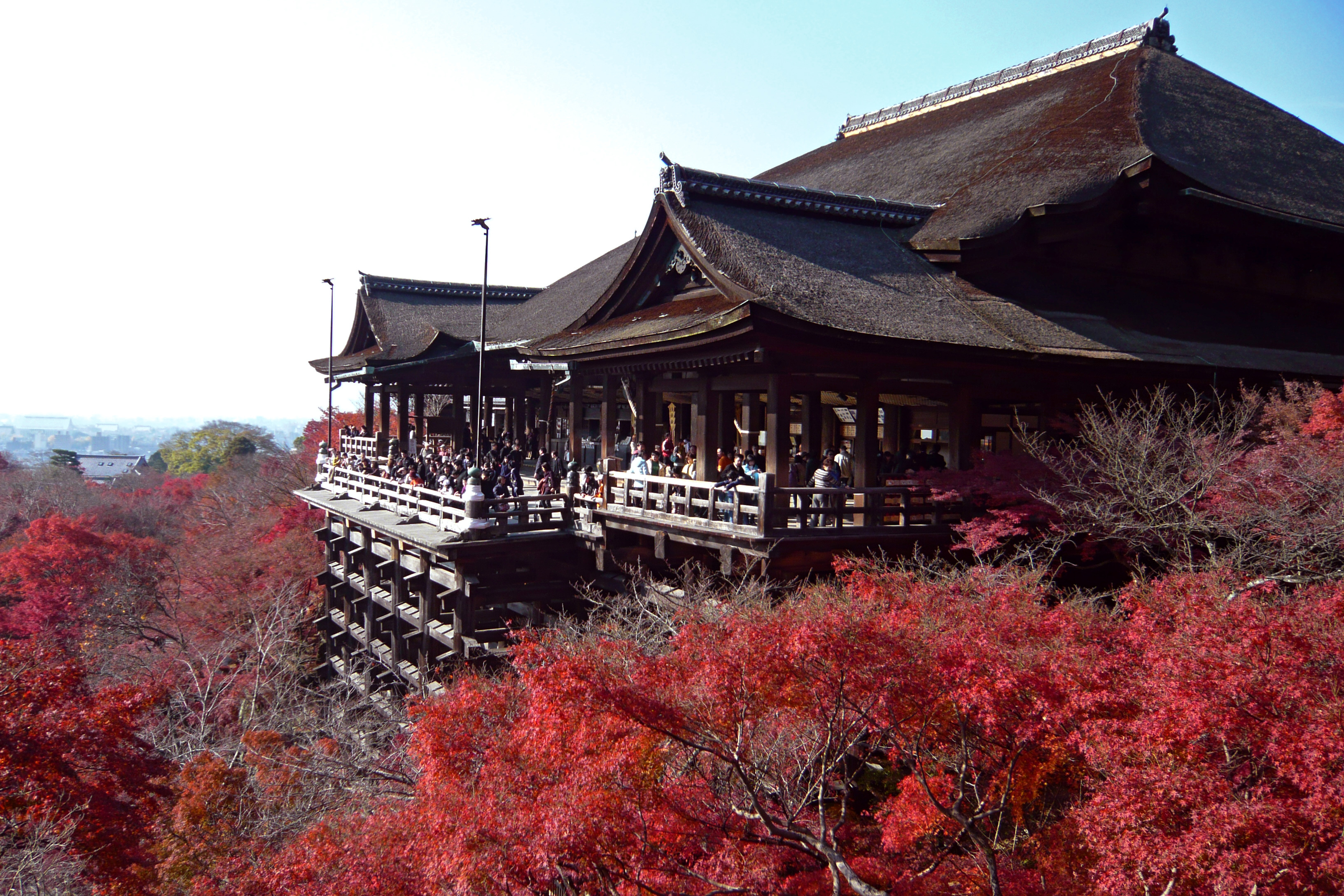
清水寺
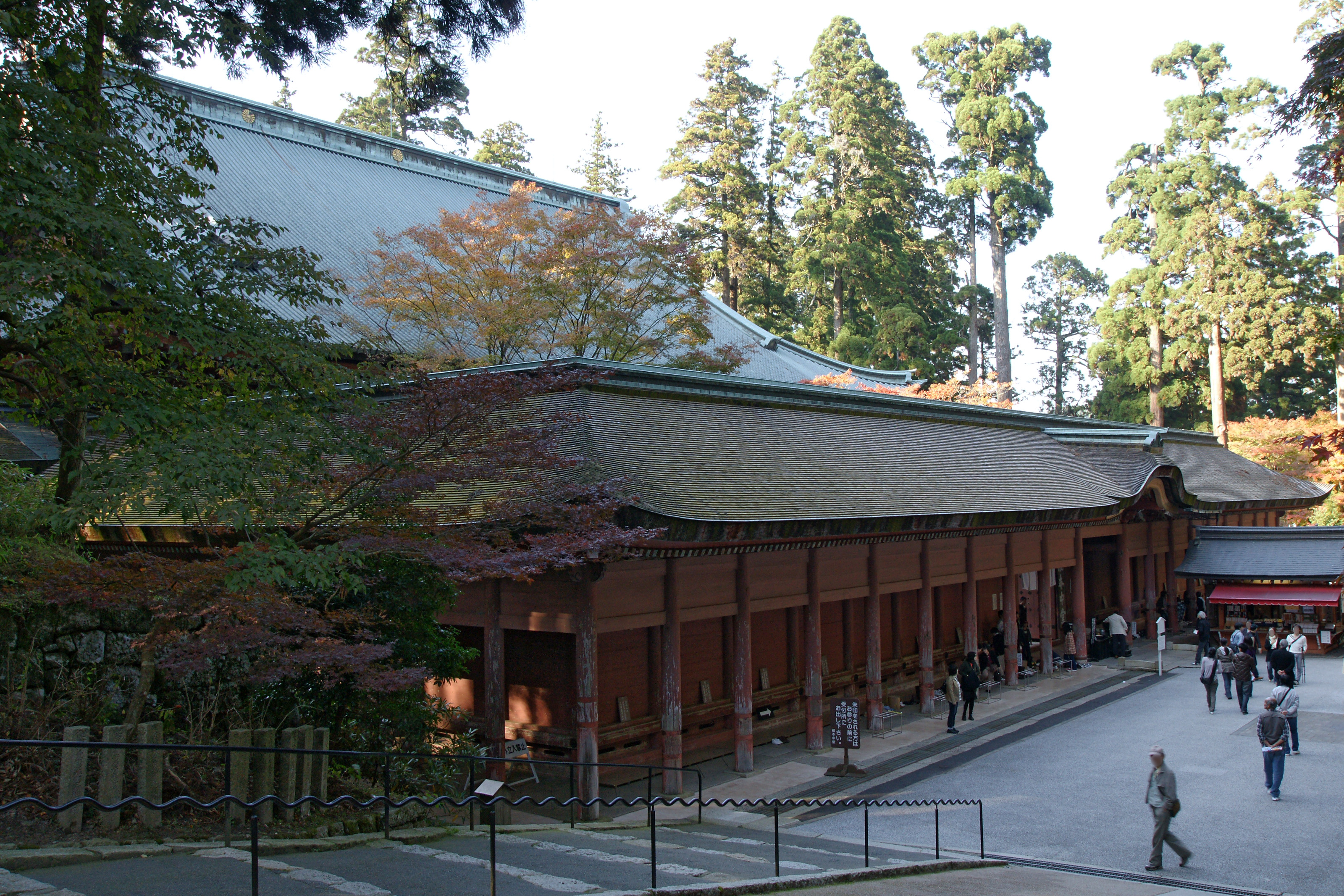
延暦寺
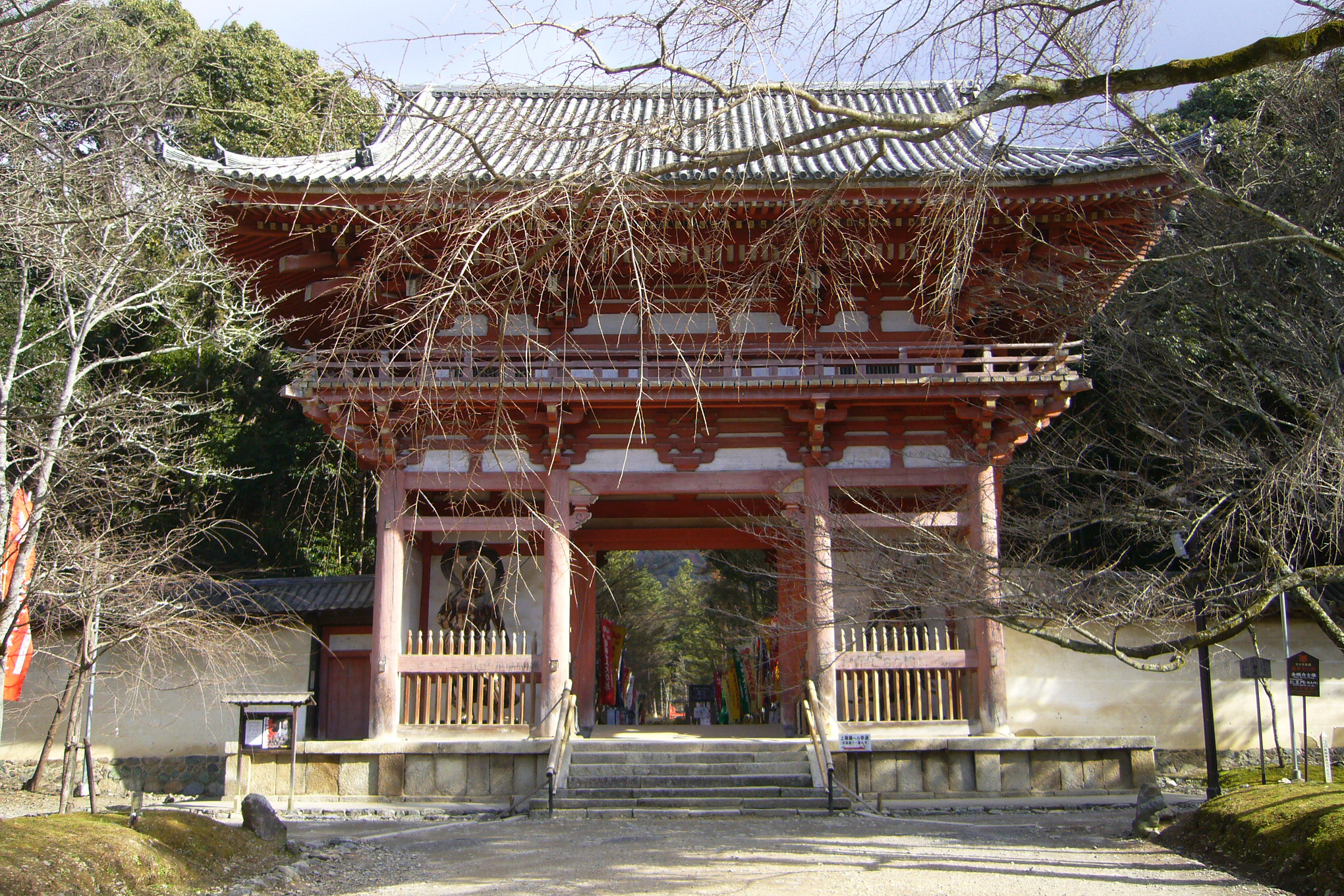
醍醐寺
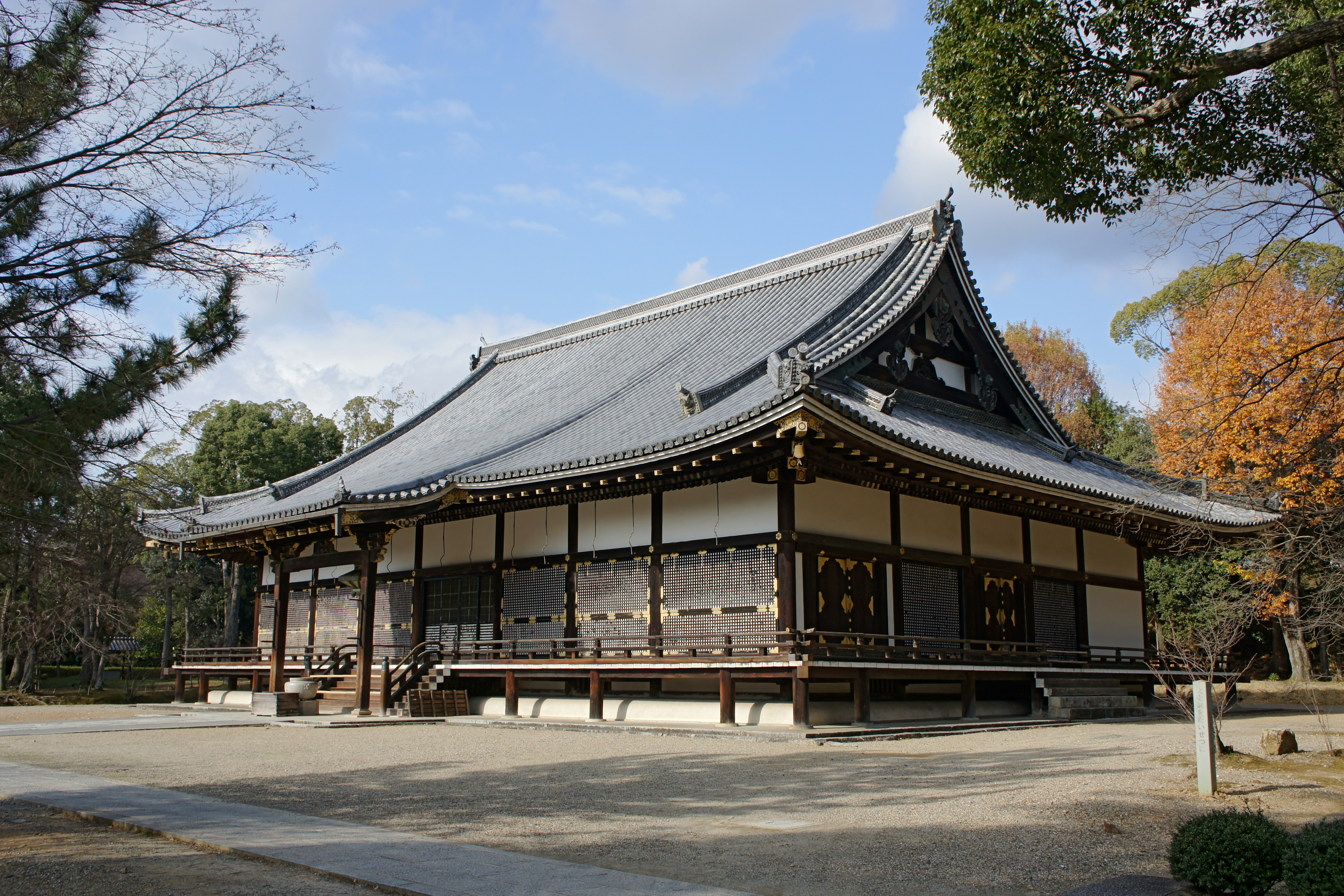
仁和寺
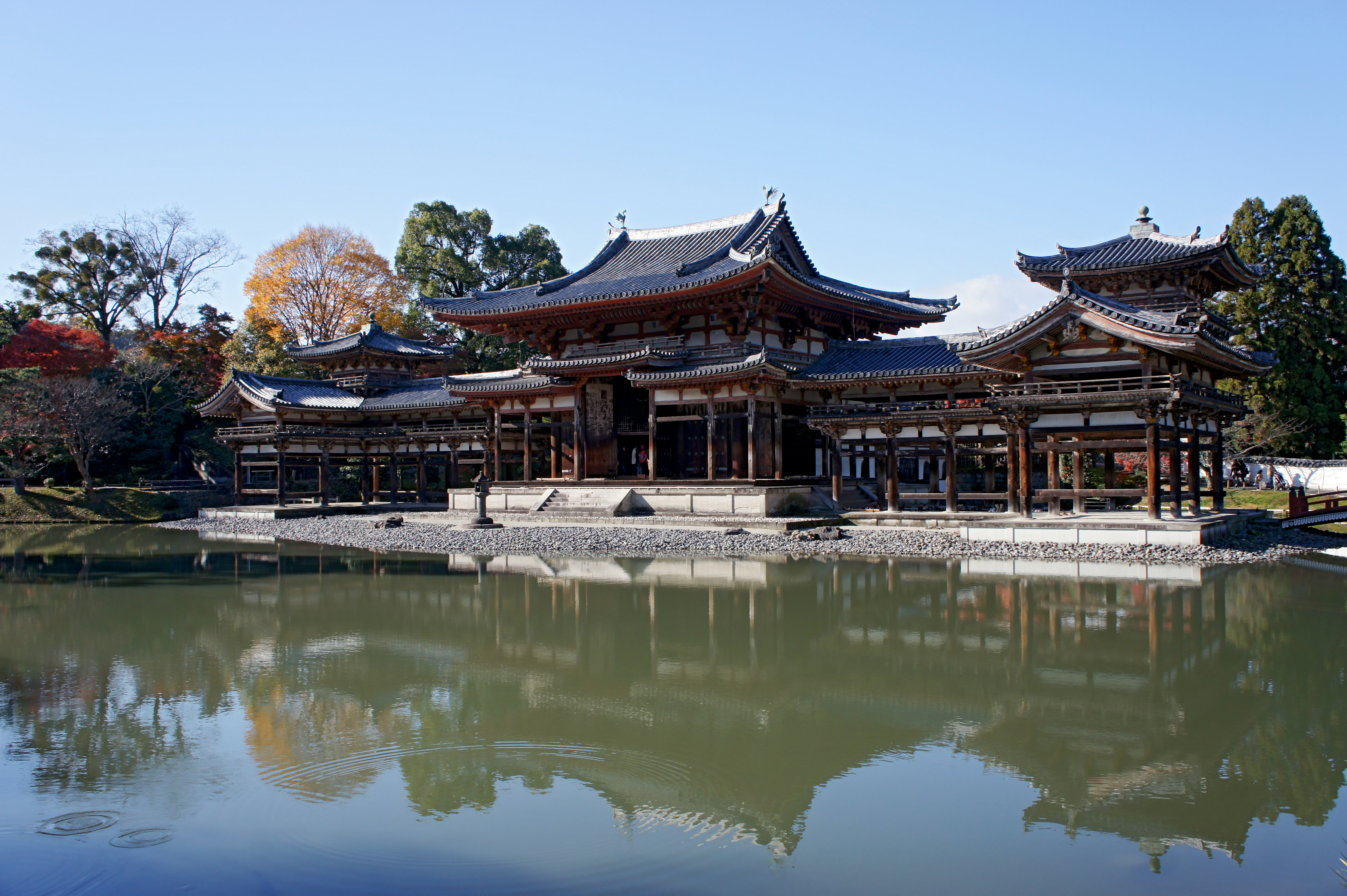
平等院
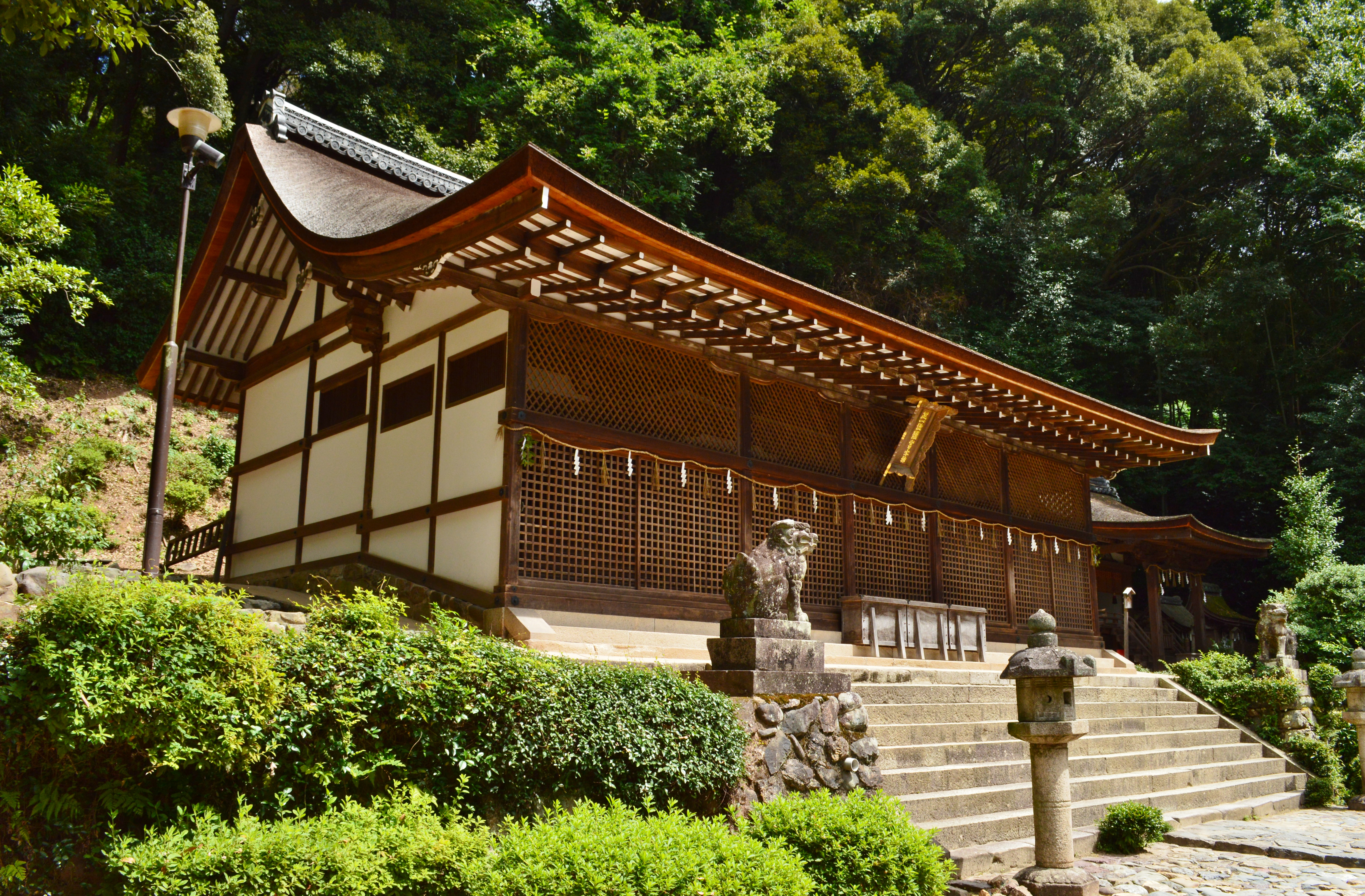
宇治上神社
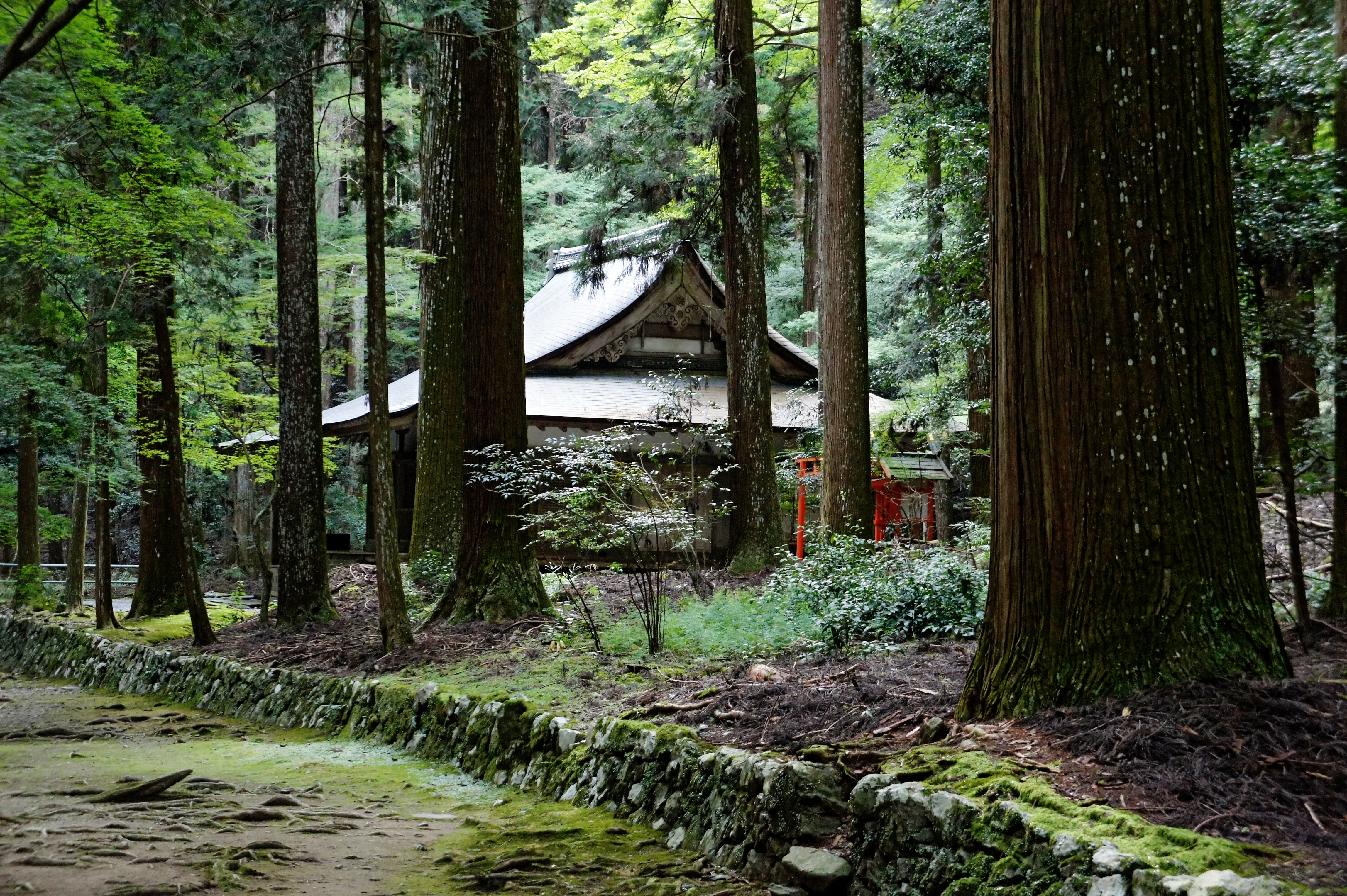
高山寺
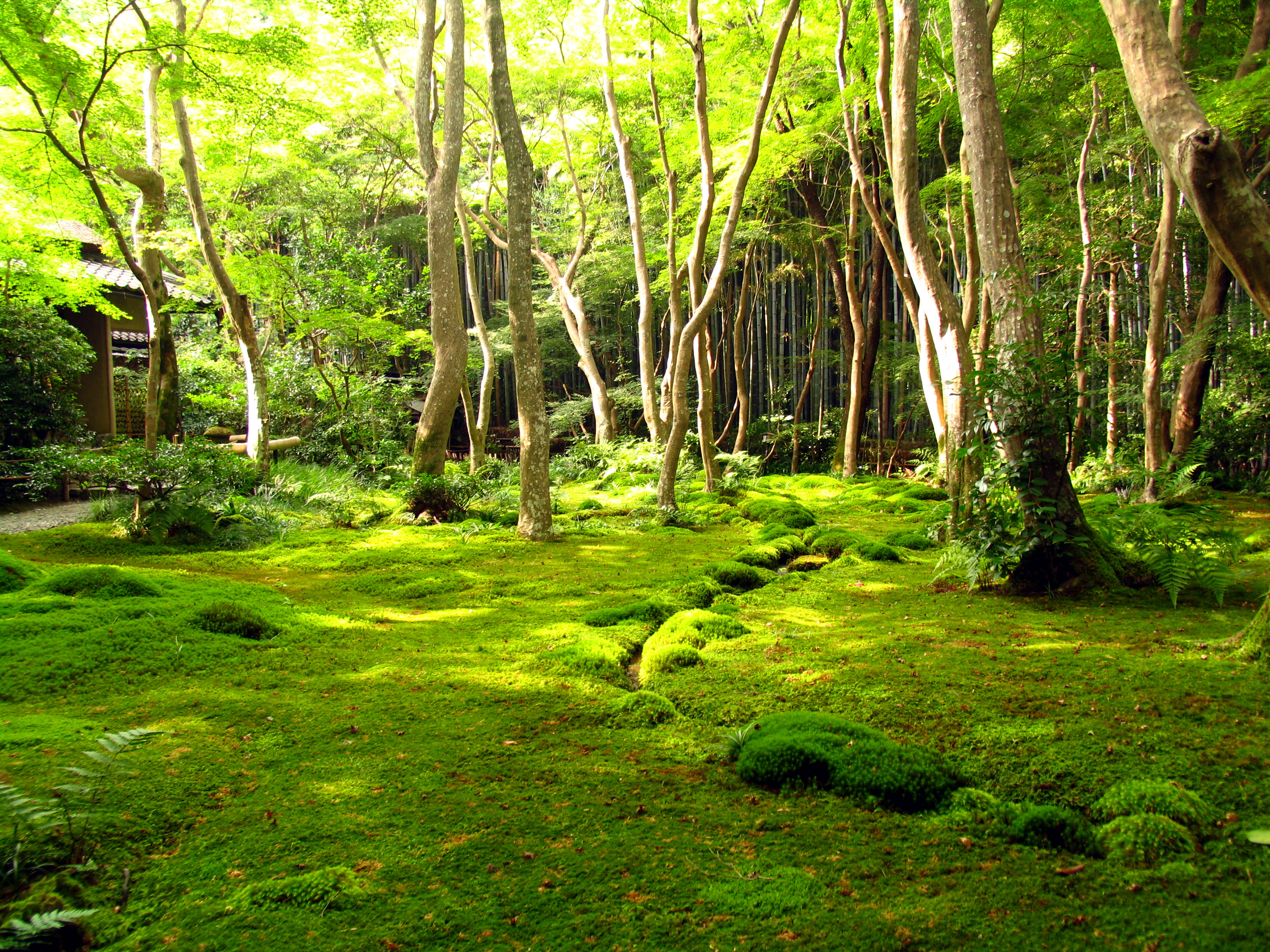
西芳寺 （苔寺）
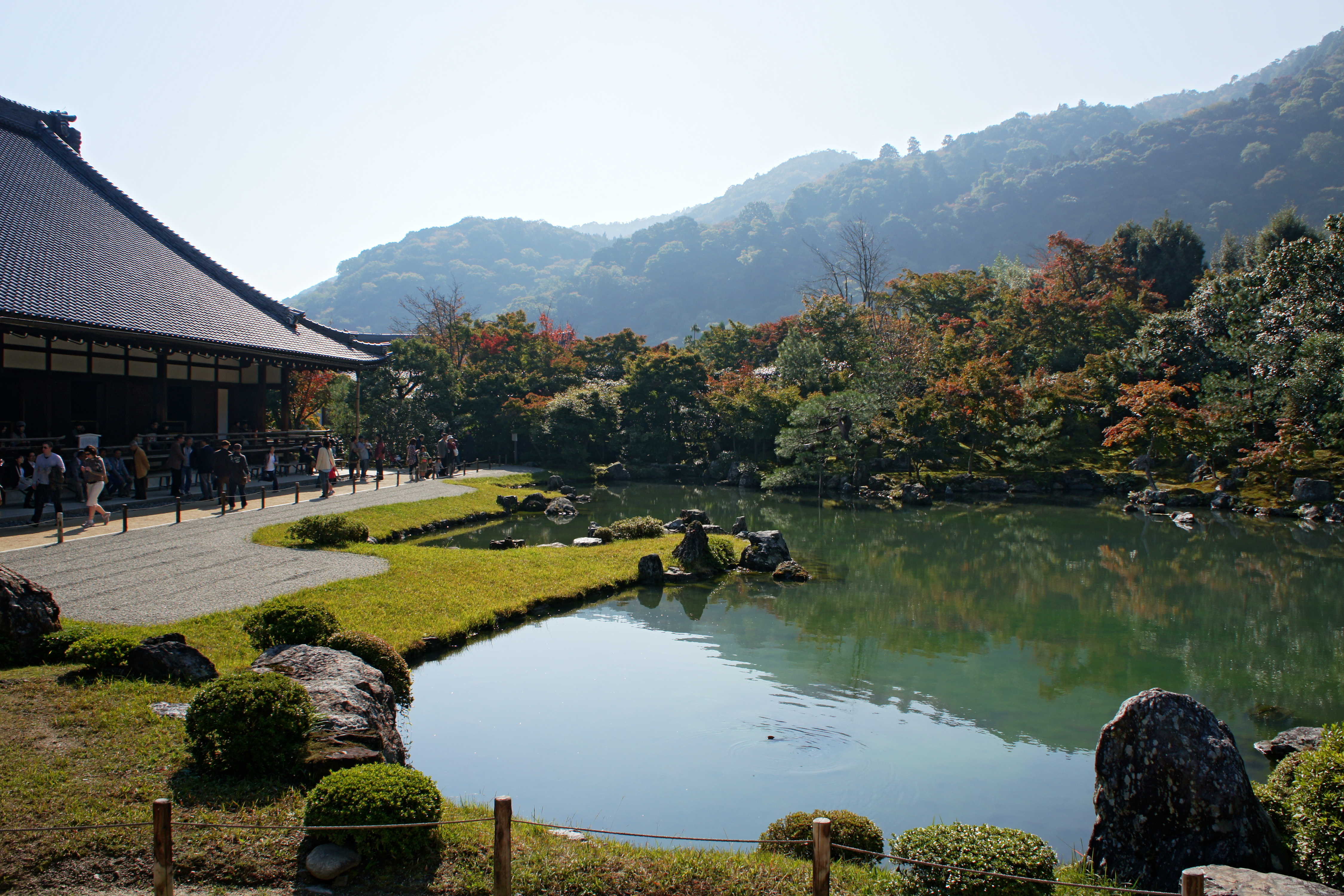
天龍寺
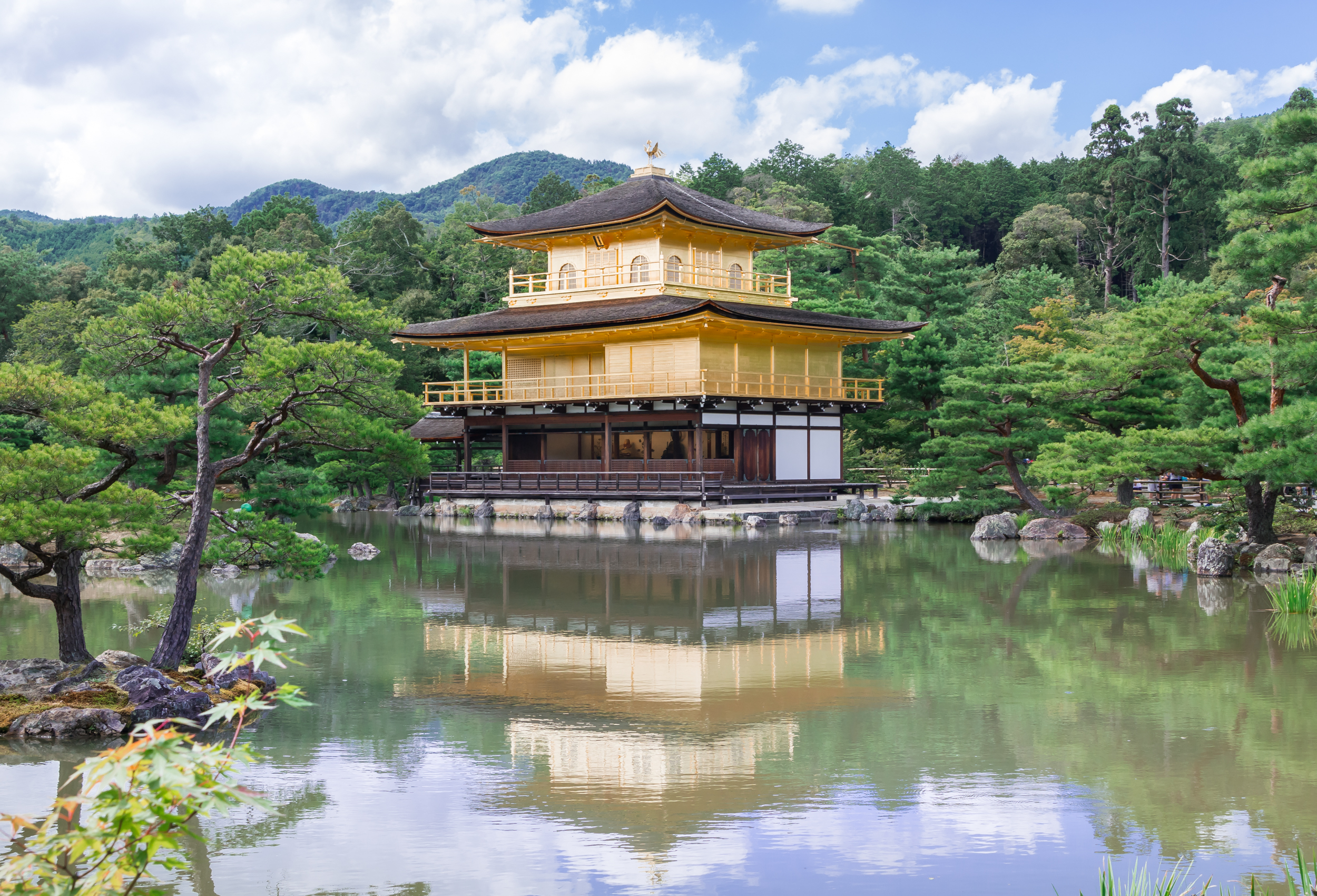
鹿苑寺 （金閣寺）
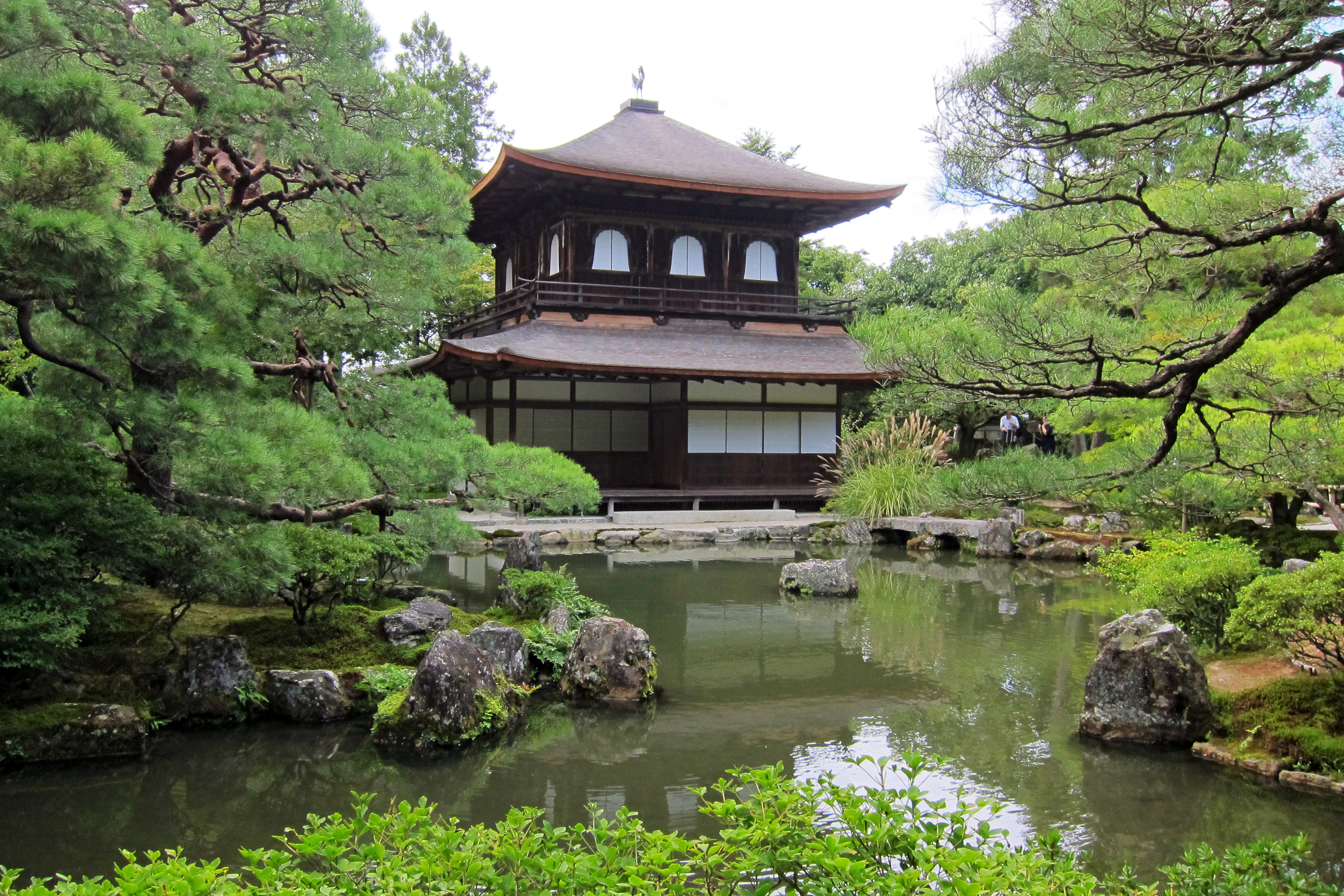
慈照寺 （銀閣寺）
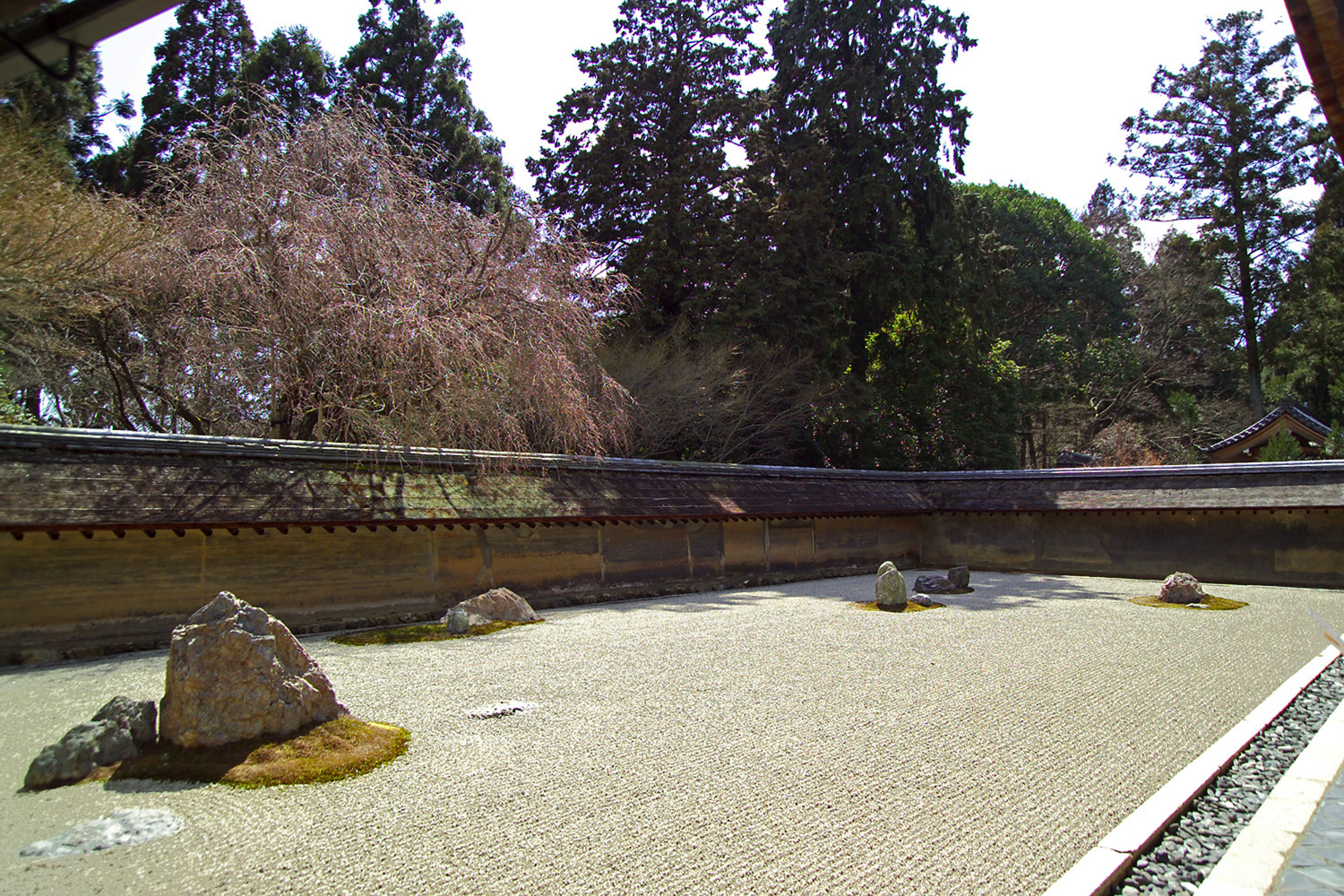
龍安寺
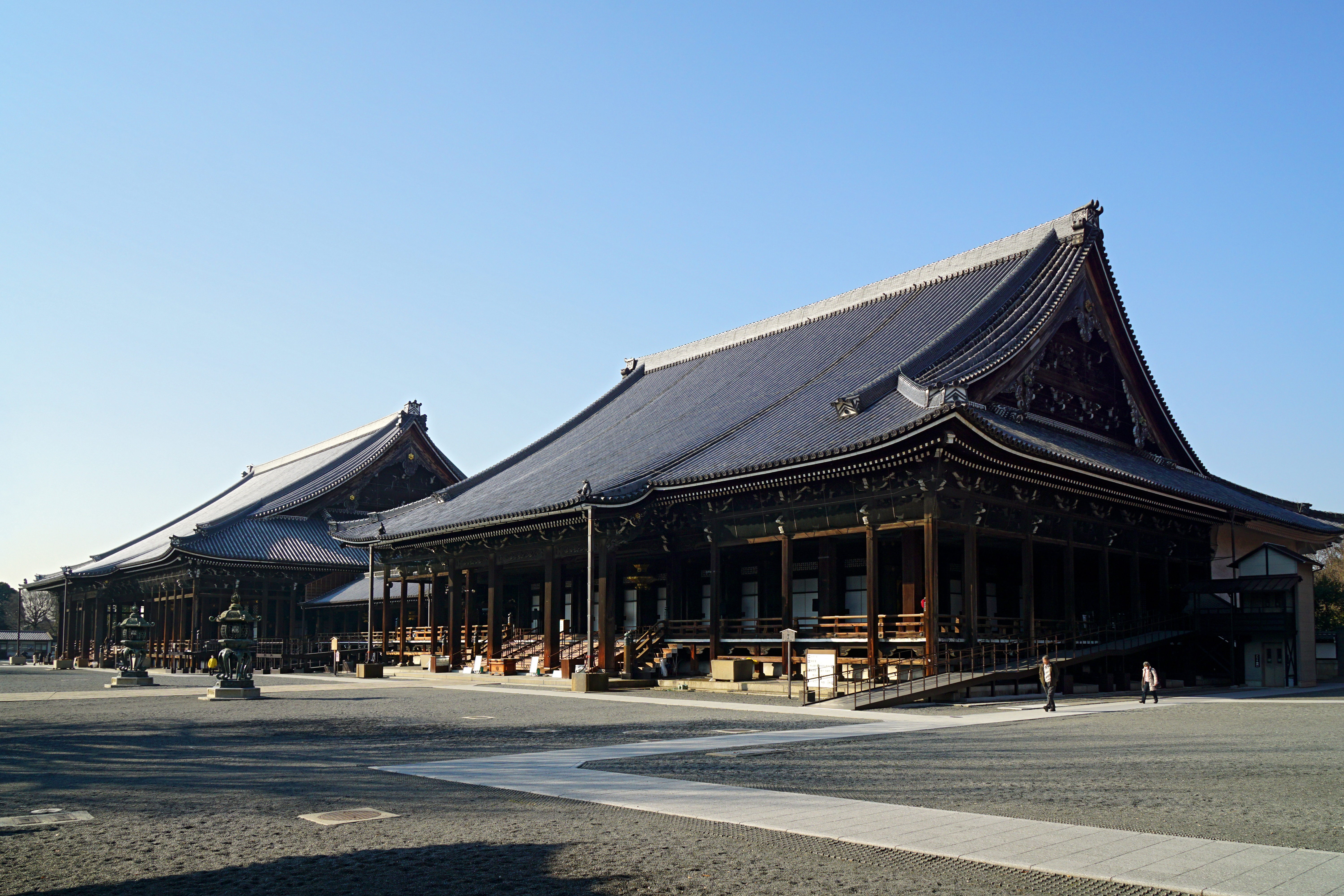
西本願寺 （龍谷山本願寺）
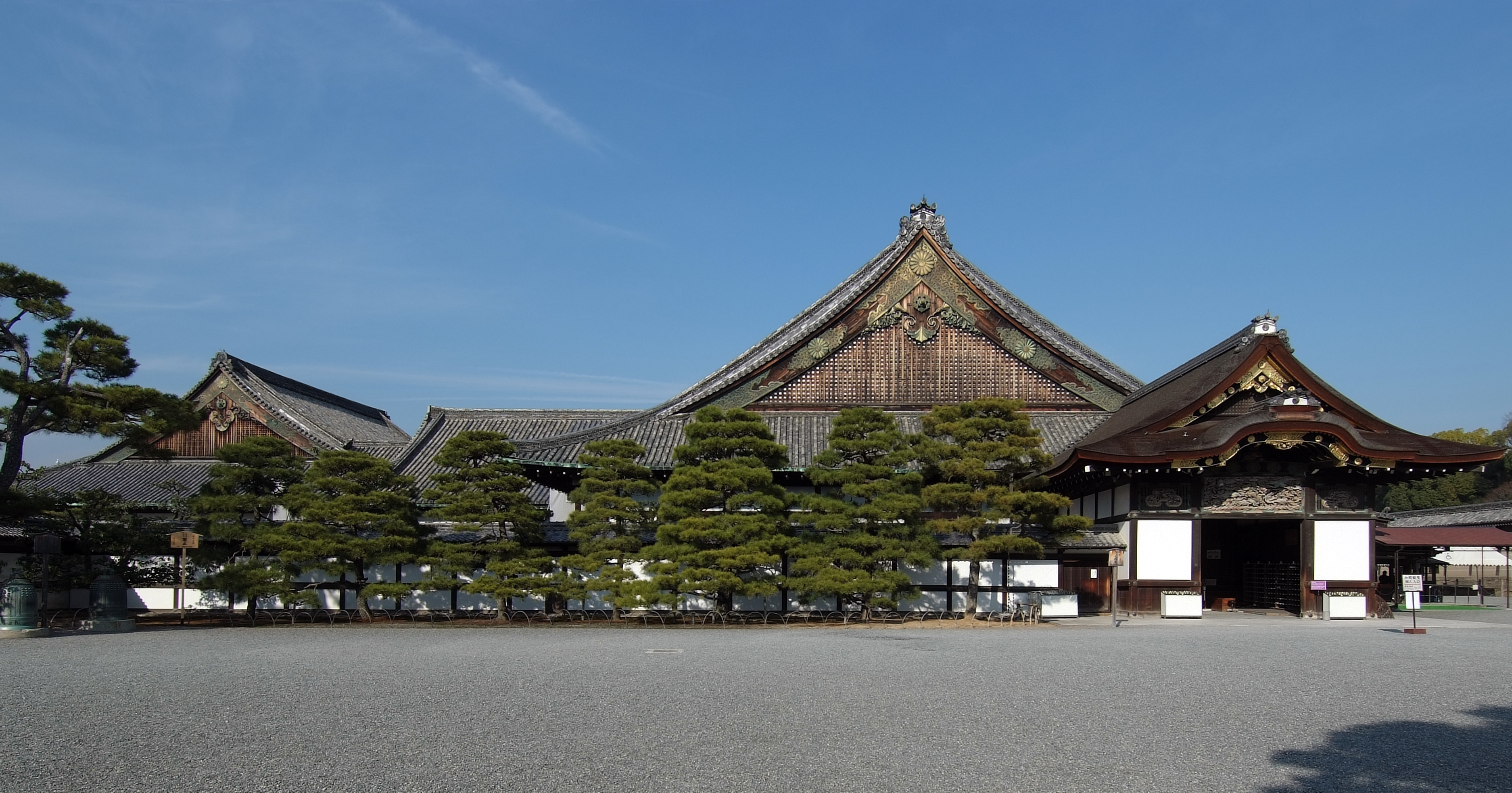
二条城 （元離宮二条城）